# کامب-آن-پلن
کامب-آن-پلن (به فرانسوی: Cambes-en-Plaine) یک کمون در فرانسه است که در canton of Creully واقع شده‌است.

## خصوصیات
کامب-آن-پلن ۳٫۲۵ کیلومترمربع مساحت و ۱٬۴۳۹ نفر جمعیت دارد و ۵۵ متر بالاتر از سطح دریا واقع شده‌است.